# Strongylognathus testaceus
Strongylognathus testaceus (лат.) — вид муравьёв-рабовладельцев рода Strongylognathus из подсемейства Myrmicinae (Formicidae). Центральная и Южная Европа, юг Западной Сибири.

## Распространение
Лесостепные и степные участки западной Палеарктики, Кавказ; на восток до юга Западной Сибири. На север до Англии и Швеции. В России северная граница ареала доходит до Удмуртии и Чувашии.

## Описание
Вид был впервые описан в 1852 году в составе рода муравьёв-кочевников Eciton (из-за сходства саблевидных верхних челюстей) немецким энтомологом Адольфом Шенком (Adolph Schenck, 1803—1878).
Длина 2—4 мм. Голова самок и солдат с глубокой выемкой на затылке. Мандибулы саблевидные без зубцов. Тело от желтовато-бурого до тёмно-коричневого цвета (самцы почти чёрные). Усики 12-члениковые (у самцов состоят из 10 сегментов), булава трёхчлениковая. Стебелёк между грудкой и брюшком состоит из двух члеников: петиолюса и постпетиолюса (последний четко отделен от брюшка), жало развито, куколки голые (без кокона). Роение крылатых половых особей (самцов и самок) происходит с июля по август.
Паразитирует на земляных муравьях вида Tetramorium caespitum, совершая рейды на их гнёзда и похищая куколки у вида-хозяина. После роения молодая матка Strongylognathus testaceus проникает в муравейник Tetramorium caespitum, где убивает матку-хозяйку («царский переворот») и вместо неё начинает откладывать яйца. Постепенно старый состав семьи заменяется на новый паразитический вид муравьёв-рабовладельцев.

## Касты

### Рабочий

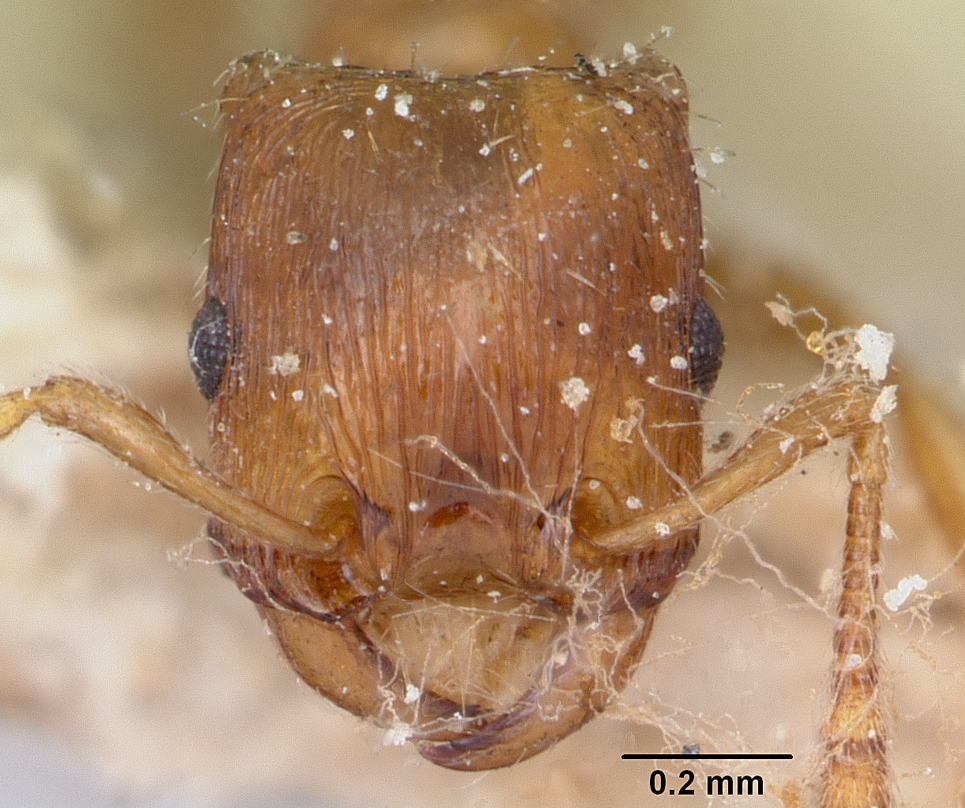
Голова рабочего
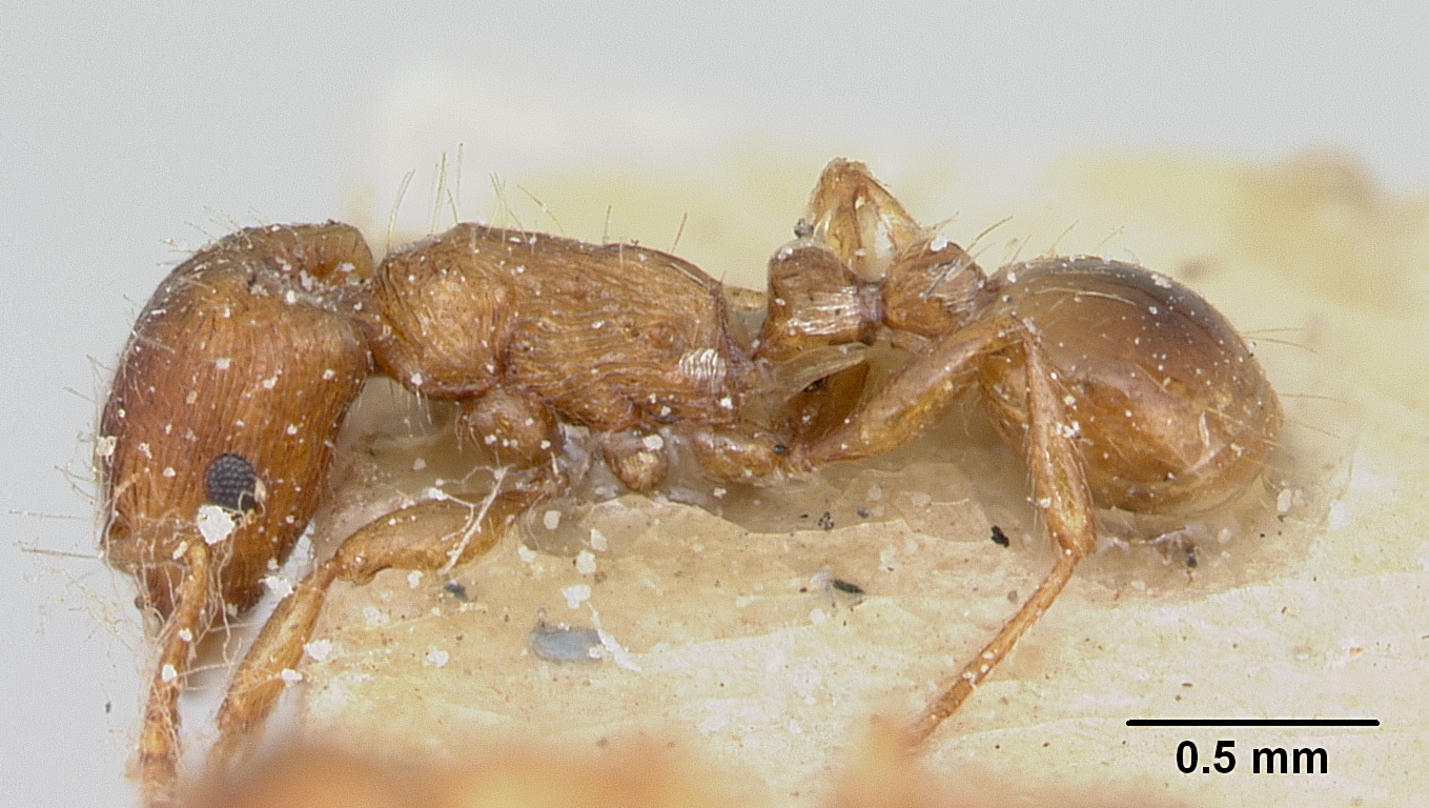
Рабочий сбоку
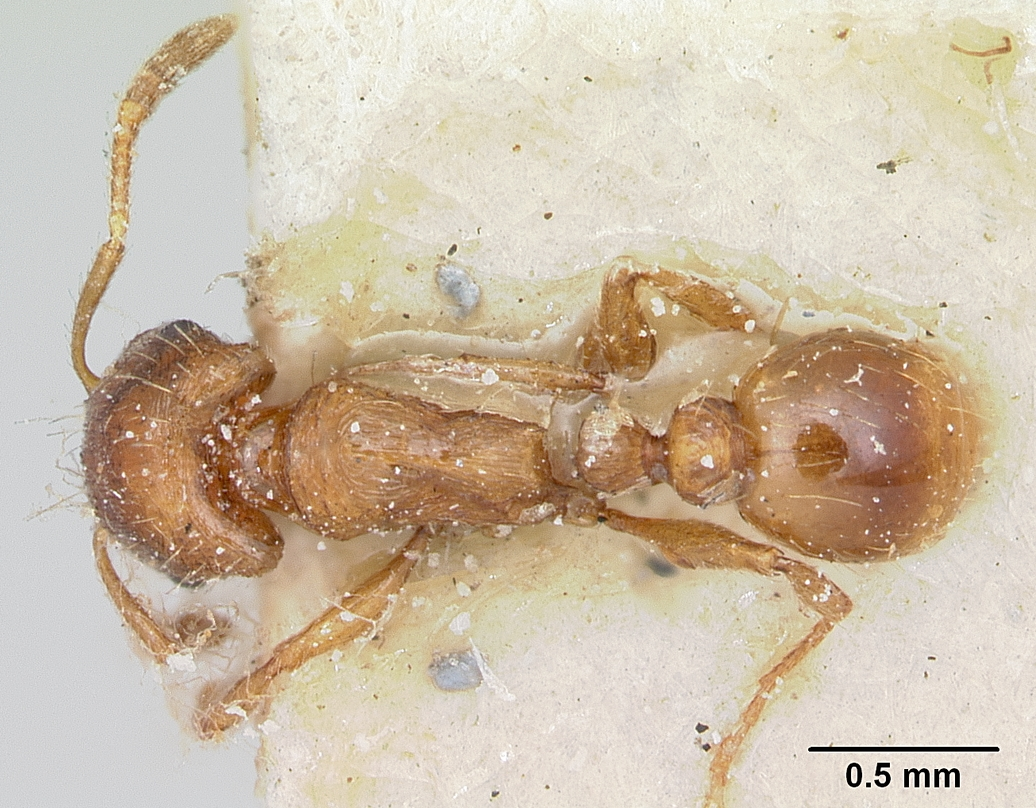
Рабочий сверху
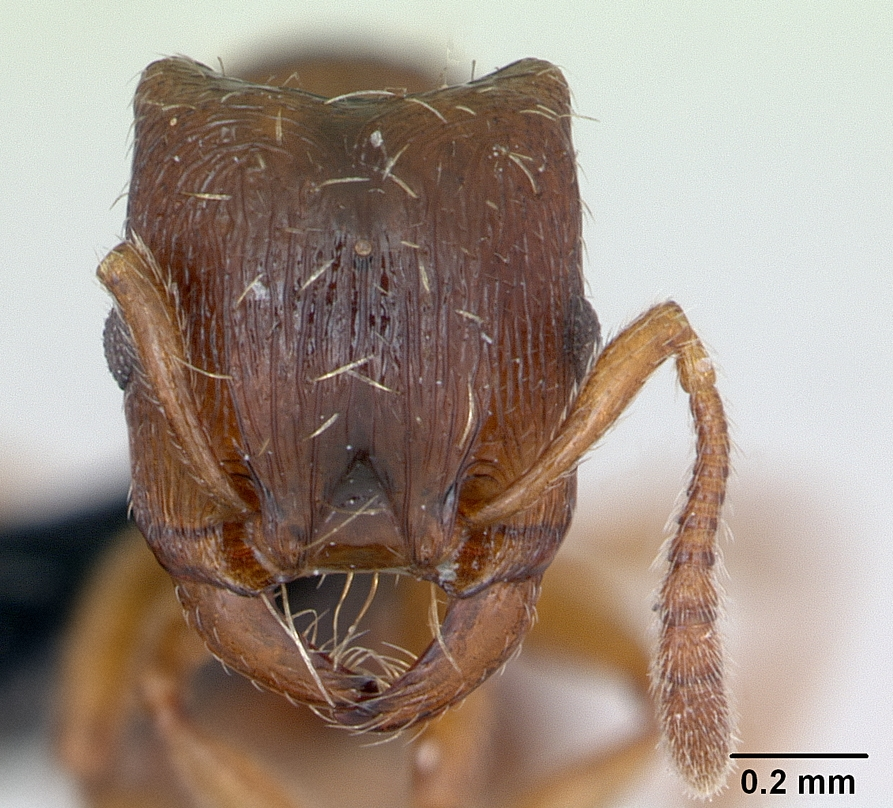
Голова рабочего
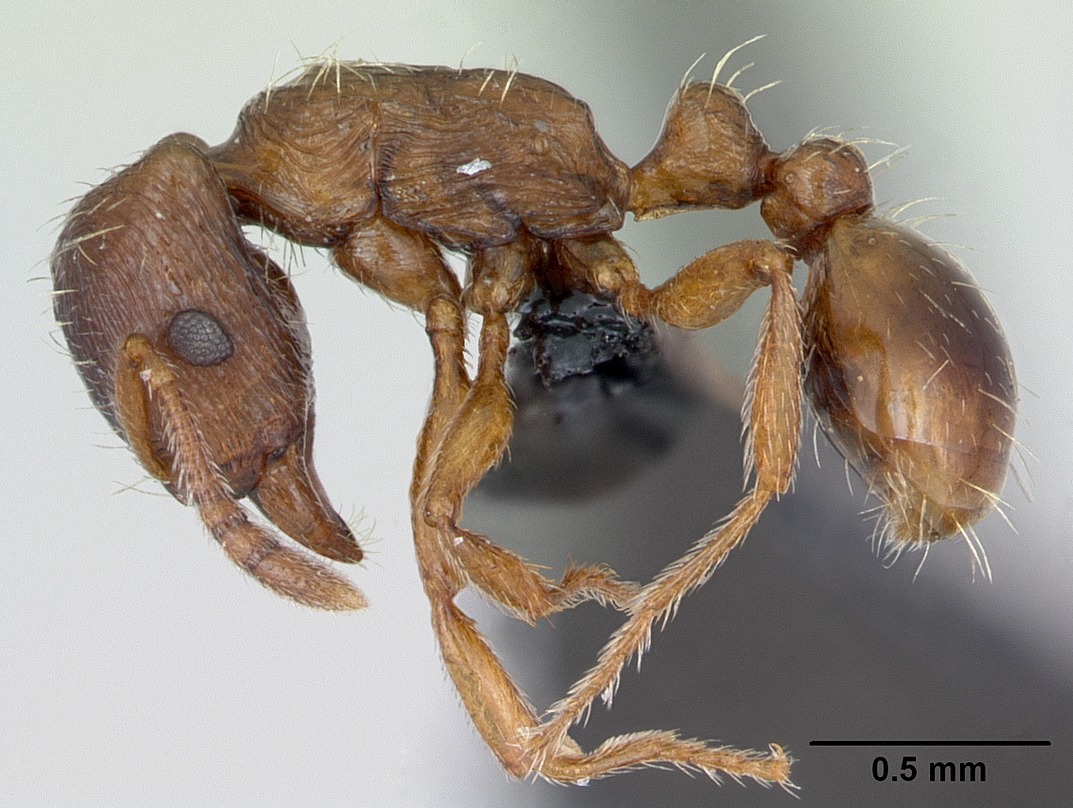
Рабочий сбоку
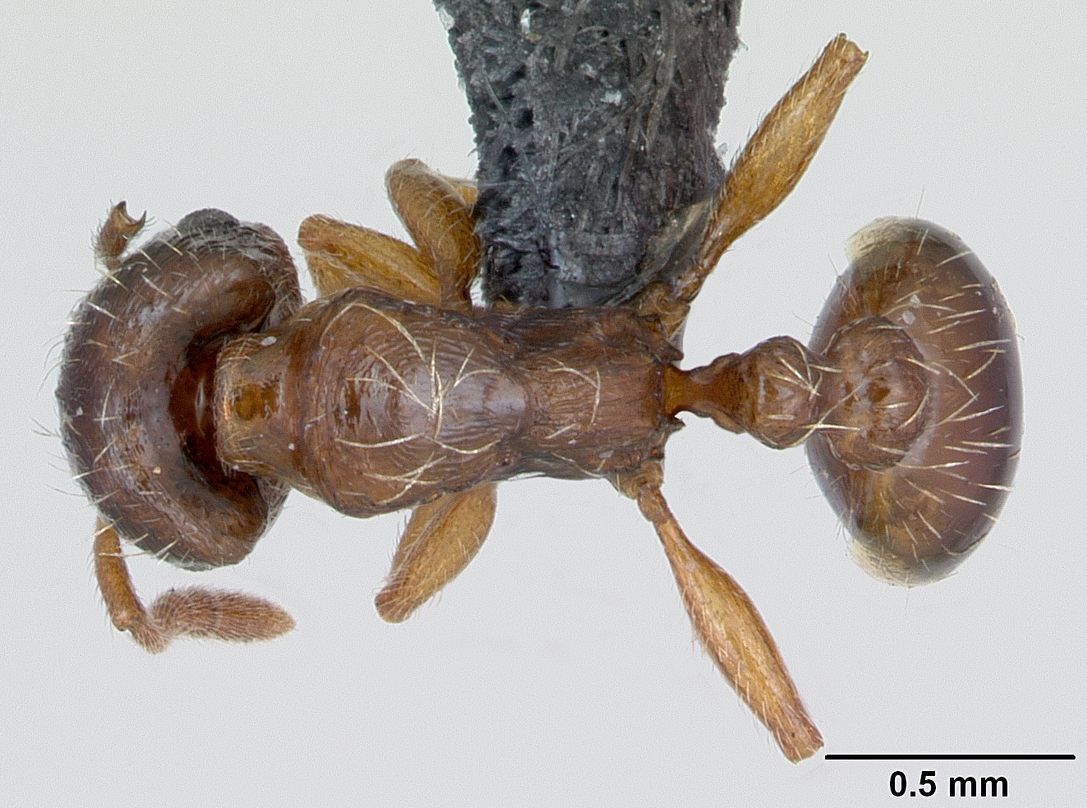
Рабочий сверху

### Матка

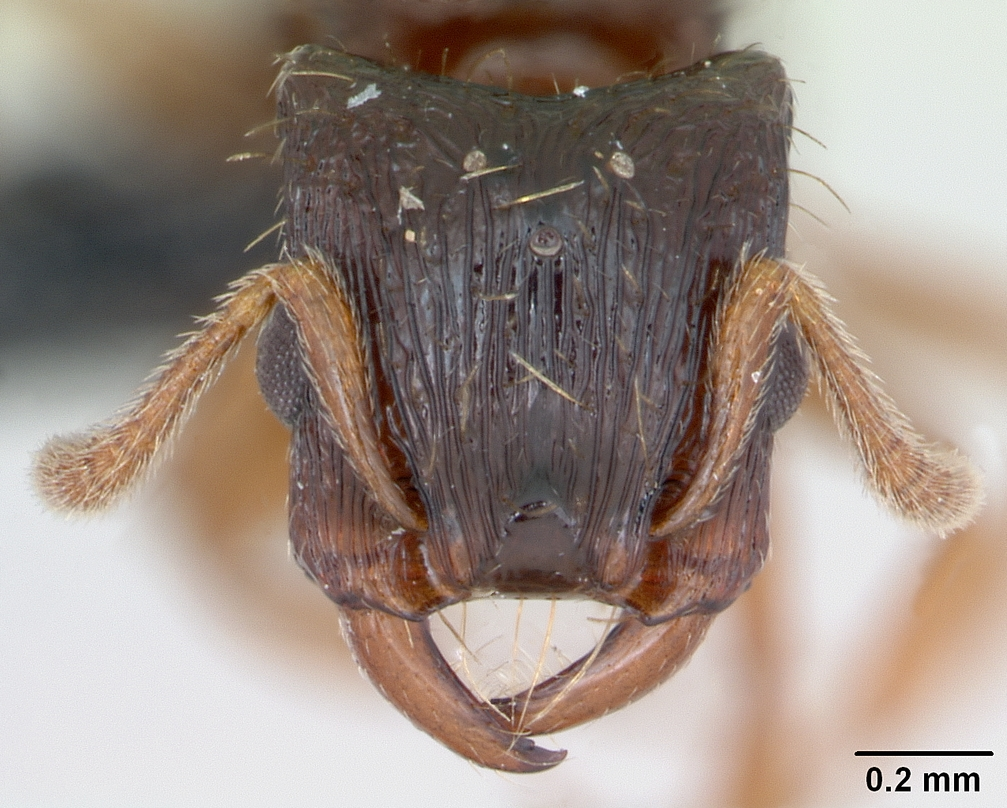
Голова матки
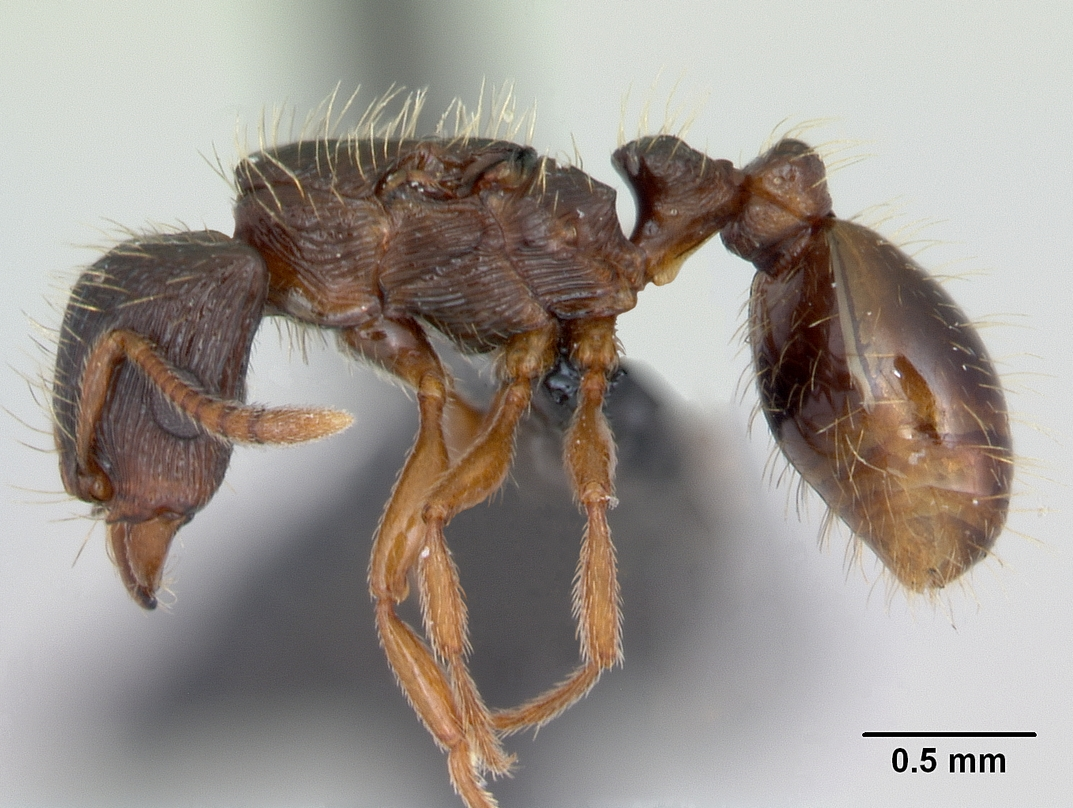
Матка сбоку
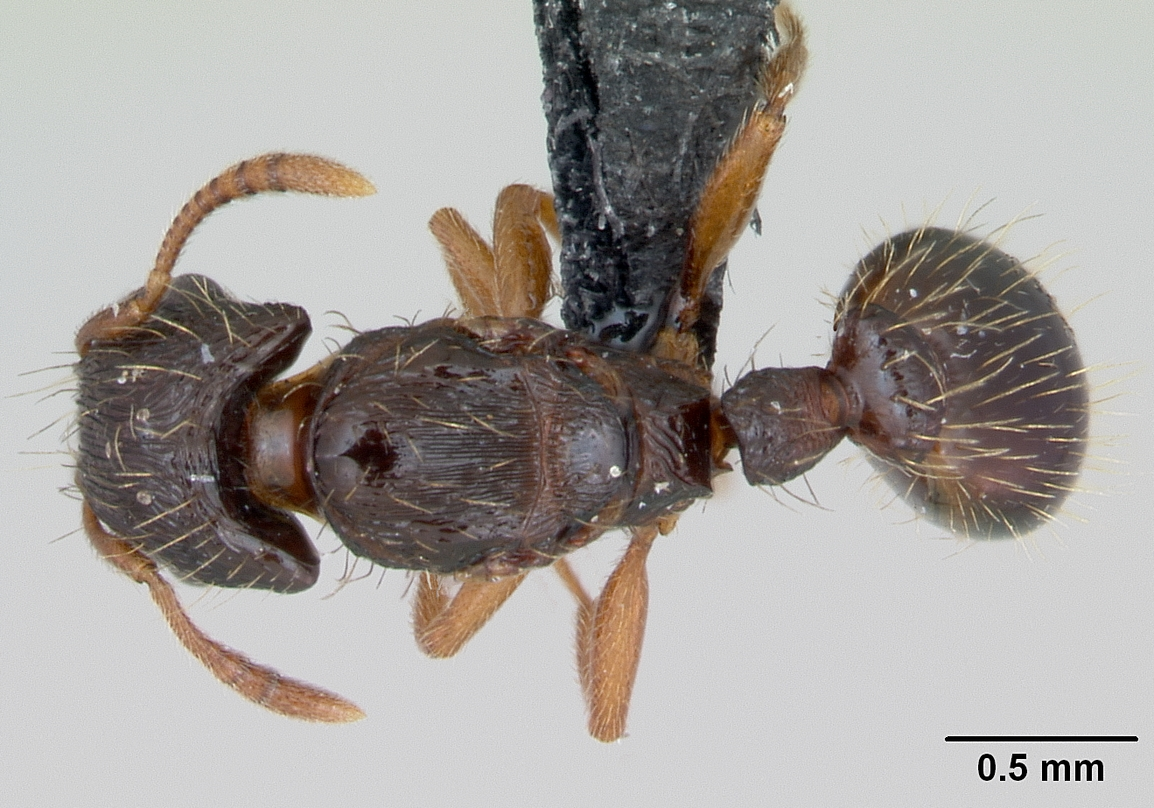
Матка сверху

### Самец

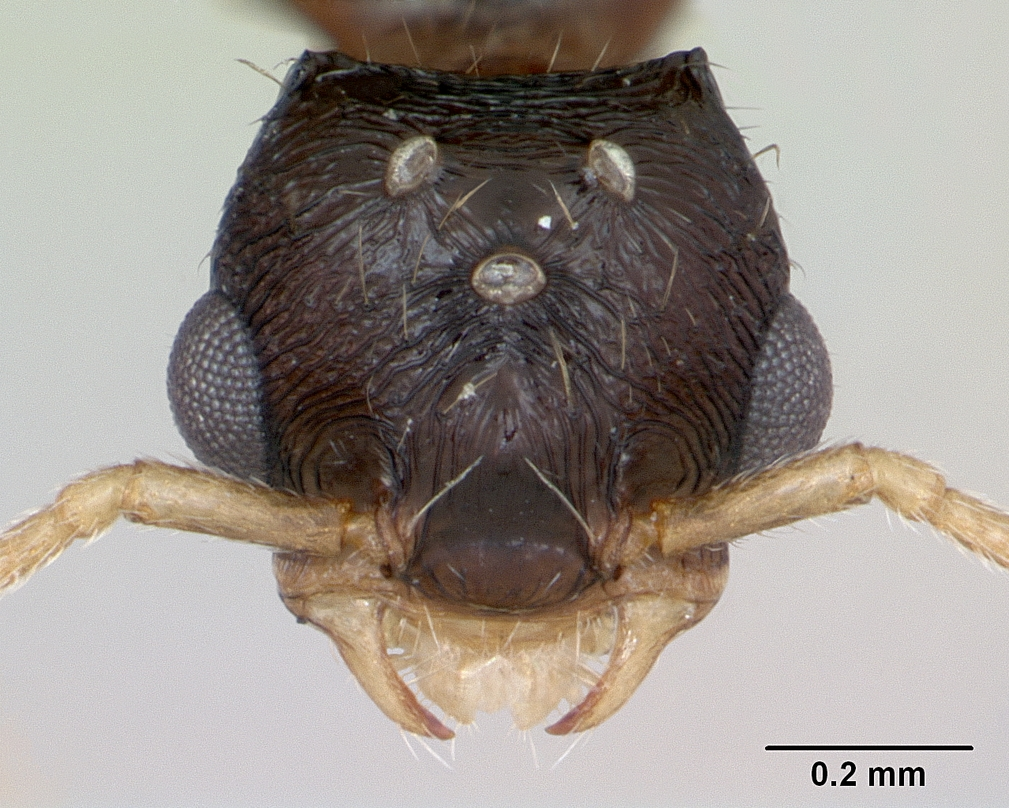
Голова самца
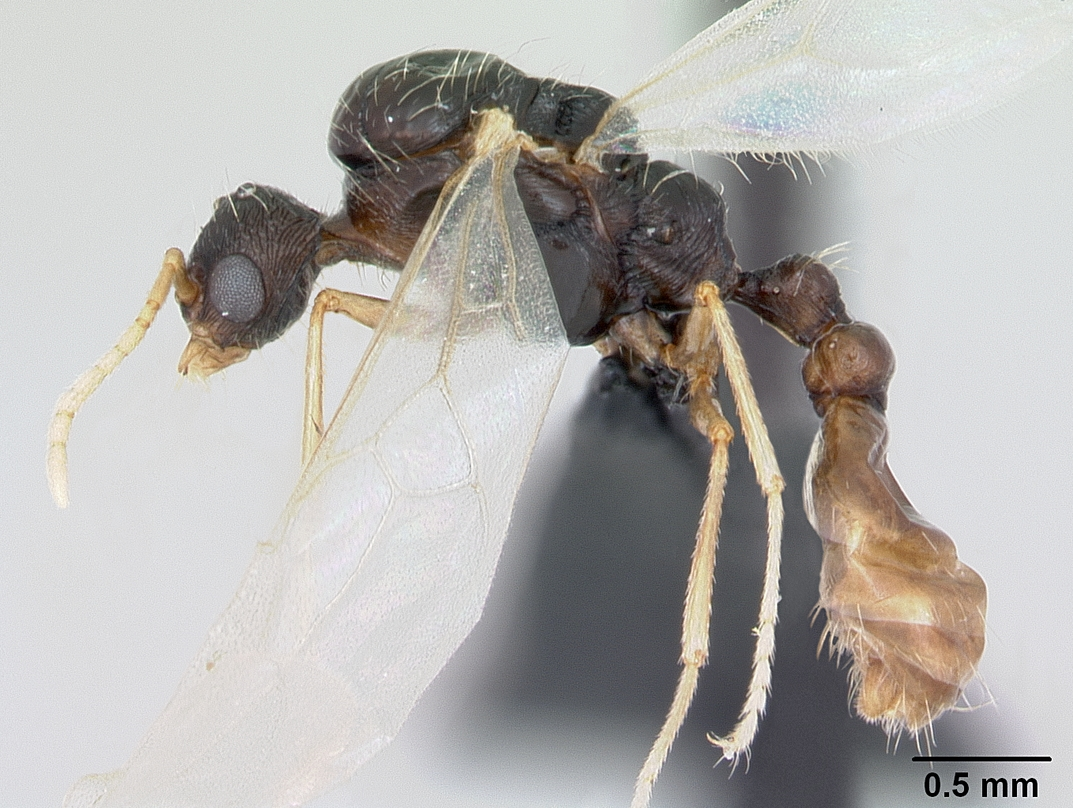
Самец сбоку
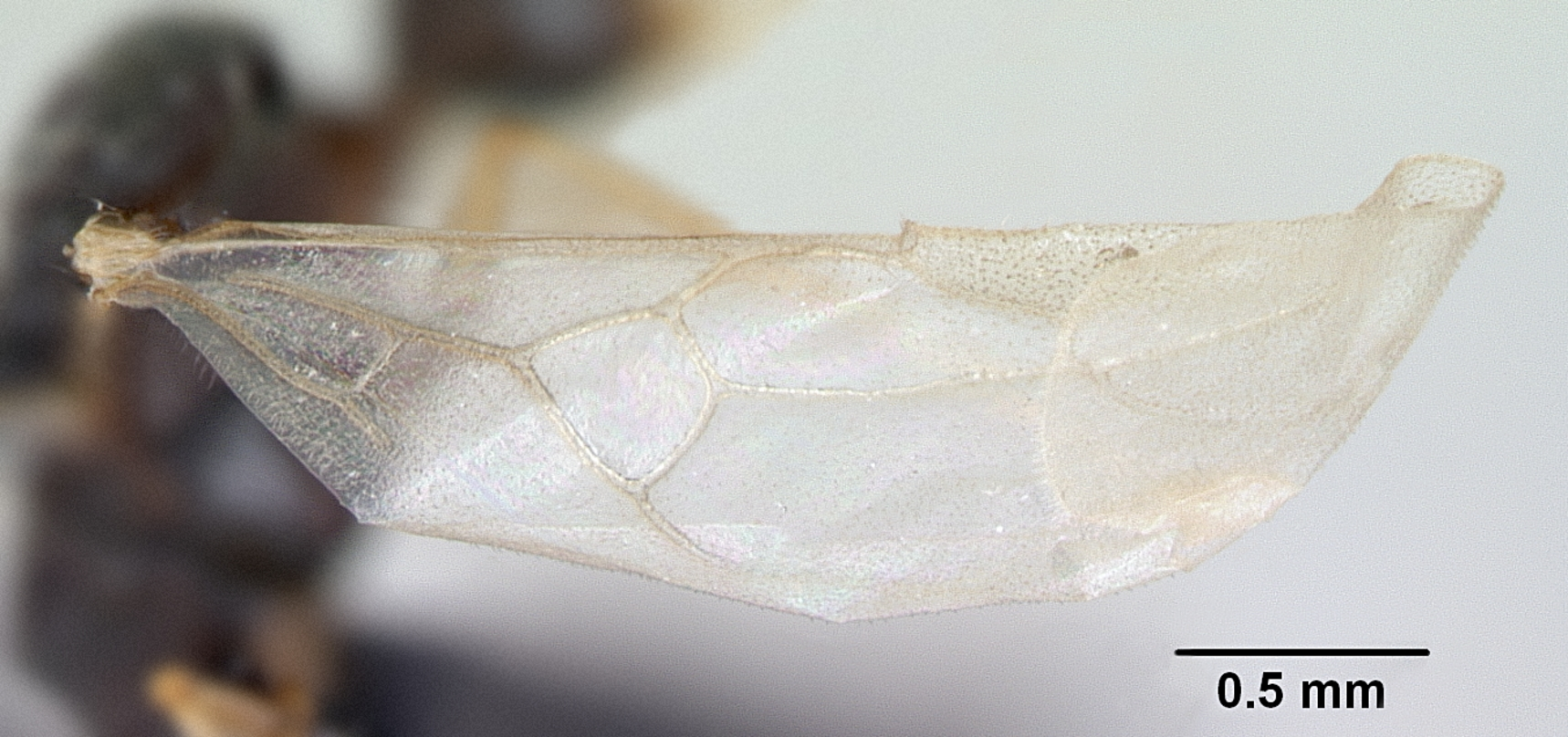
Крыло
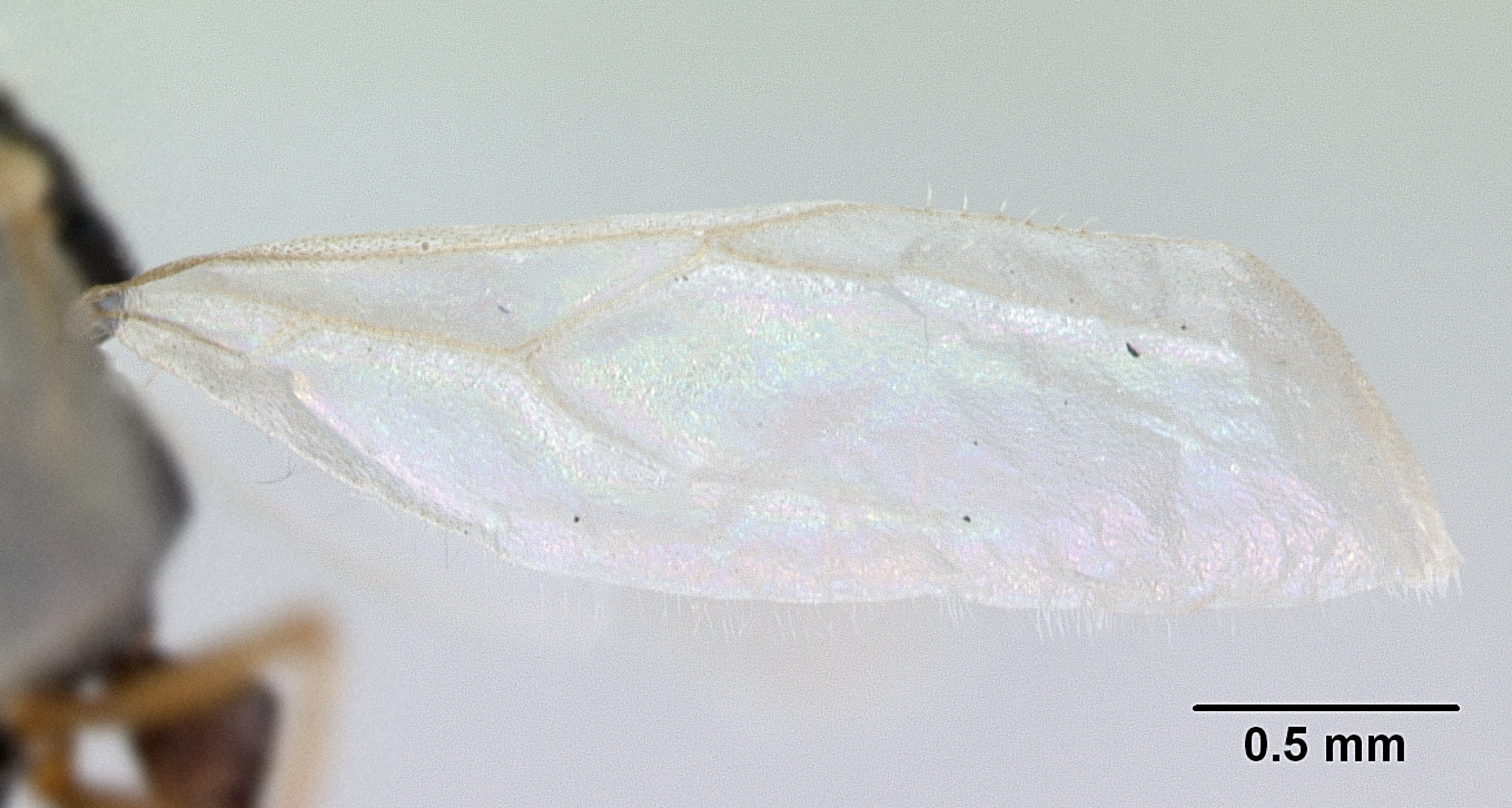
Крыло
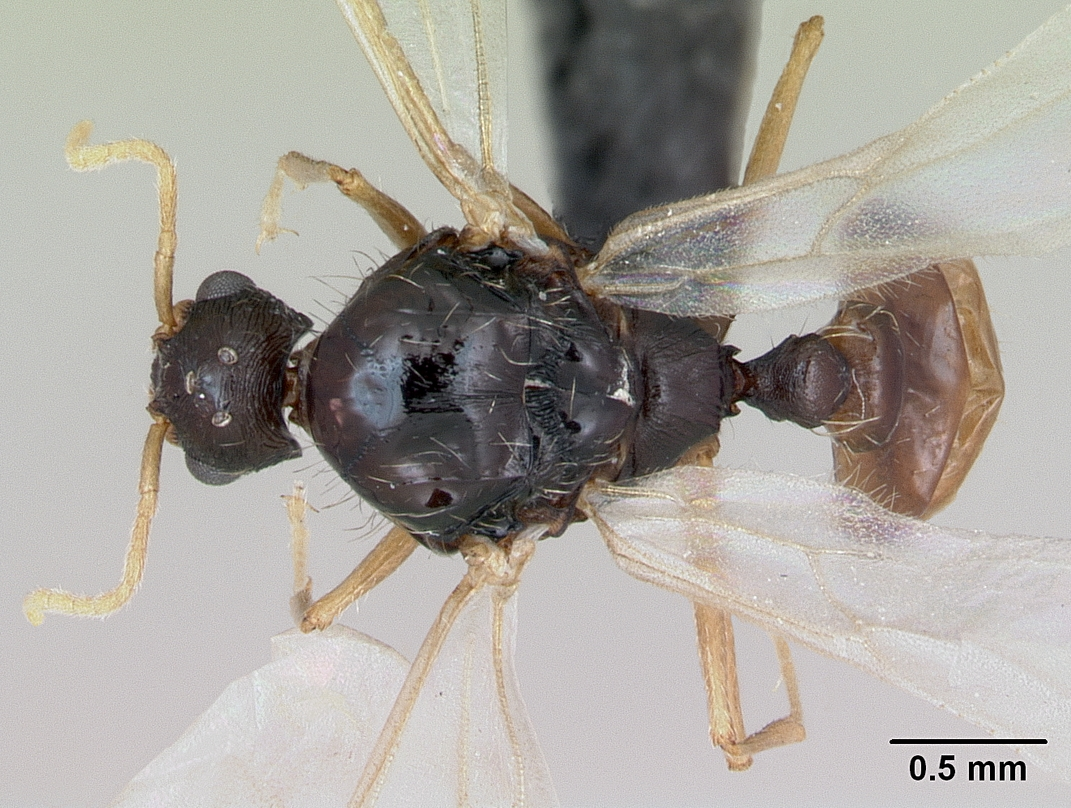
Самец сверху